# Mahāprajāpatī Gautamī
Mahāprajāpatī Gautamī (in sanscrito; Mahāpajāpatī Gotamī in pali) - al secolo Pajāpatī (fl. VI secolo a.C.) era la matrigna e la zia materna (sorella della madre) del Buddha. Nella tradizione buddista, fu la prima donna a richiedere l'ordinazione femminile, cosa che fece direttamente al Gautama Buddha, e divenne la prima bhikkhuni (monaca buddista)..

## Biografia
La tradizione narra che Maya e Mahāpajāpatī Gotamī fossero principesse Koliya e sorelle di Suppabuddha. Mahāpajāpatī era sia la zia materna del principe Siddharta sia la madre adottiva, avendolo allevato dopo la morte di sua sorella Maya, madre del Buddha. Mahāpajāpatī sarebbe morta all'età di 120 anni.
"La storia della parinirvāṇa di Mahāprajāpatī Gautamī e dei suoi cinquecento compagni di bhikṣuṇī era popolare e ampiamente trasmessa ed esisteva in più versioni." È registrata nelle varie tradizioni Vinaya sopravvissute, tra cui le versioni del canone pāli e le versioni del Sarvastivada e del Mulasarvastivada.
Un'eminente therī, Mahāpajāpatī nacque a Devadaha nella famiglia di Suppabuddha come sorella minore di Māyā. Mahāpajāpatī fu chiamata così perché, alla sua nascita, auguri profetizzarono che avrebbe avuto un grande seguito. Entrambe le sorelle sposarono il re Suddhodana, leader dei Śākya. Quando Māyā morì sette giorni dopo la nascita di Siddharta, Pajāpati si prese cura del futuro Buddha e lo allattò. Allevò il Buddha ed ebbe figli suoi, il fratellastro Nanda e la sorellastra Nanda.

## Ordinazione della prima donna

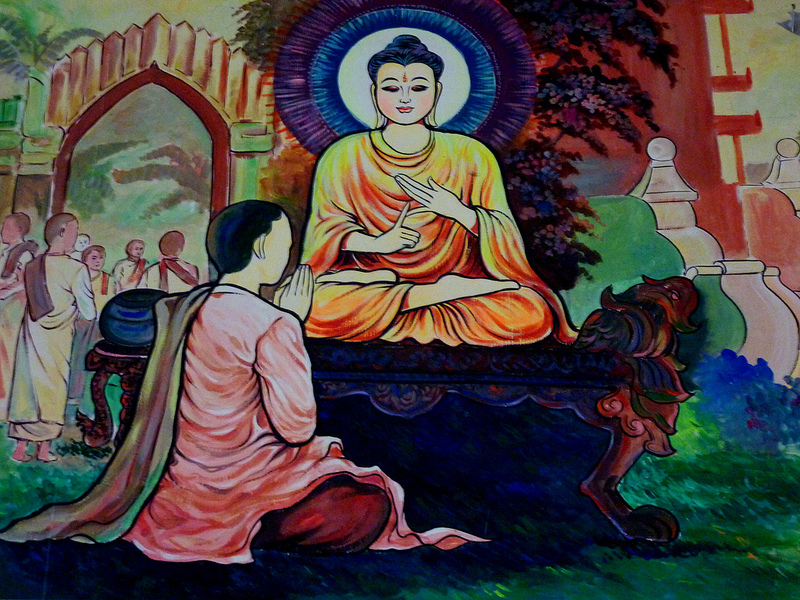
Mahapajapati, prima monaca buddista e matrigna del Buddha, ordina.

Alla morte del re Suddhodhana, Mahapajapati Gotami decise di perseguire l'ordinazione. Mahapajapati Gotami andò dal Buddha e chiese di essere ordinata nel Sangha. Il Buddha rifiutò e proseguì per Vaiśālī. Imperterrita, Gotami si tagliò i capelli, indossò abiti gialli e con un gran numero di donne dei Sakya seguì il Buddha fino a Vesāli a piedi. All'arrivo, ripeté la sua richiesta di essere ordinata. Ānanda, uno dei principali discepoli e un attendente del Buddha, la incontrò e si offrì di intercedere con il Buddha per conto suo.
"Lo sono, Ananda," disse il Buddha.
"Se è così, signore, allora sarebbe bene che le donne possano essere ordinate monache" disse Ananda, incoraggiato dalla risposta del Buddha.
"Ananda, se Maha Pajapati Gotami accettasse le Otto Condizioni, sarebbe considerato come se fosse già stata ordinata monaca."»
Gotami accettò le otto Garudhamma e ottenne lo status di prima bhikkhuni. Le donne successive dovevano sottoporsi alla piena ordinazione per diventare monache.